# Brevet de technicien supérieur - Assistant de direction

## Généralités
Le brevet de technicien supérieur « assistant de direction » est un cursus d'études se déroulant sur deux ans dans des lycées français. Il forme les étudiants à traiter de tâches relatives à l'administration, à la communication ainsi qu'à l'organisation. Il peut être préparé en alternance ou en formation initiale.
Les conditions d'acceptation dans un lycée se révélant parfois difficiles en raison du nombre limité de place, ce BTS peut également être suivi par correspondance par le biais du Cned, d'absformation, d'EDUCATEL. Plus d'une dizaine d'organismes proposent cette formation.

## Provenance des étudiants
Les étudiants sont majoritairement issus des classes de terminale STMG (anciennement STG), viennent ensuite les bacs pro bureautiques (secrétariat) ainsi que les bacs ES et L ou à la suite d'une réorientation universitaire.

## Enseignement

### Techniques administratives
- La communication professionnelle.
- L'organisation et la gestion de l'information, de la documentation et du temps.
- La méthodologie de l'action et la conduite de projets.

### Ouverture vers l'extérieur et connaissance de l'entreprise
- Économie générale, économie de l'entreprise.
- Droit.

### Expression et méthodes culture générale et langues étrangères
- Allemand ou anglais en langue vivante I.
- Allemand, anglais, espagnol, italien en langue vivante II.

### Stages en entreprise
- 6 semaines en première année.
- 6 semaines en deuxième année.

### Actions professionnelles
1 journée par semaine en entreprise. 

## Examen
Les examens se déroulent en deux phases. En mai ont lieu les épreuves écrites. Les étudiants sont convoqués individuellement pour les oraux, après les écrits, au cours du mois de mai ou juin. Le jury de délibération se tient quelques jours après les oraux. Vous obtenez le BTS si vous avez une moyenne égale ou supérieure à 10/20. Il n'existe aucune épreuve de repêchage en BTS. 

### Épreuves écrites
- E1 Français Durée 4h ; Coefficient 3
- E2 Langue vivante étrangère Durée 3h ; Coefficient 2
- E3 Économie-Droit Durée 3h ; Coefficient 3
- E5 Étude de cas Durée 4 h ; Coefficient 4

### Épreuves orales
- E2 Langue vivante étrangère Durée 20 min + 20 min de préparation ; Coefficient 1
- E6 Épreuve professionnelles de synthèse (entretien relatif à la pratique d'activités professionnelles) Durée 40 min ;  Coefficient 3

- EF1 Épreuve facultative LV2 Durée 20 min + 20 min de préparation ; Coefficient 1

### Épreuve sur poste informatique
- E4 Pratique des techniques professionnelles Durée 1h ; Coefficient 4

## Perspectives d'avenir et débouchés

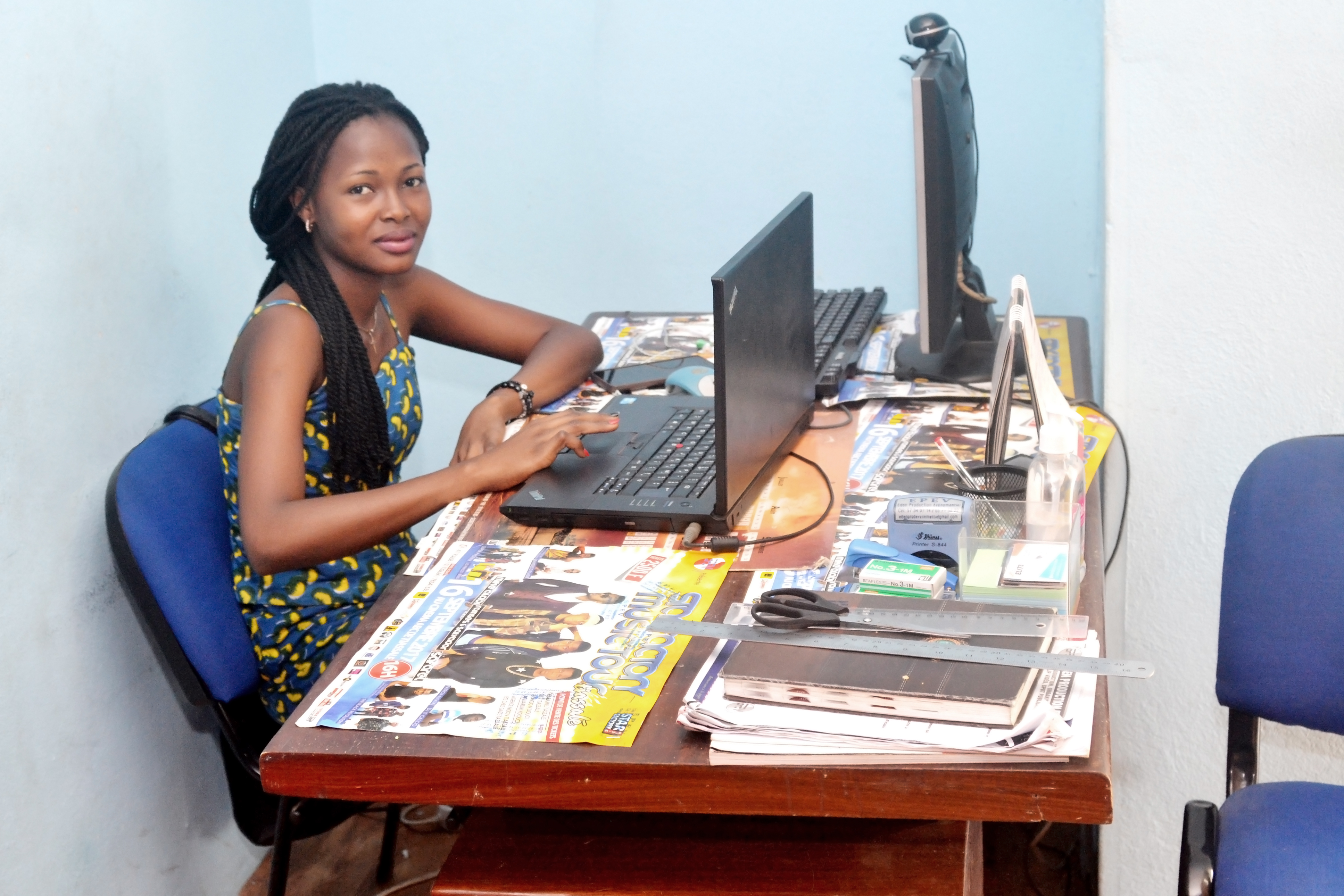
Jeune assistante de direction

L'insertion professionnelle est possible dans des services où prédominent des activités de communication, de gestion documentaire, de fichiers ou de dossiers exigeant un degré important d'autonomie. 
Après quelques années d'expérience les titulaires de ce diplôme peuvent évoluer vers les emplois d'assistant de gestion interne, d'assistant fonctionnel, de collaborateur privilégié de la direction. 

### La poursuite d'études supérieures en université
- Licence de sciences de l'éducation
- Licence professionnelle

### La présentation aux divers concours et examens
- Concours administratifs
- Avec Bac + 3, possibilité d'entrée en IUFM

## Formations analogues à l'étranger

### Canada

#### Québec
Dans la province, cette formation pourrait s'apparenter, en partie, à celle menant au diplôme d'études collégiales (DÉC) en Techniques de bureautique, voire à celle menant au DÉC en Techniques de comptabilité et de gestion (ex-DÉC Techniques administratives) et réalisée en 3 années d'études postsecondaires techniques.